# Coupe des clubs champions africains 1989
Navigation
Édition précédente Édition suivante
La Coupe des clubs champions africains 1989 est la 25e édition de la Coupe des clubs champions africains. Le club vainqueur de la compétition est désigné champion d'Afrique des clubs 1989. Cette édition est remportée par le Raja Club Athletic.

## Tour préliminaire
| Équipe 1                | Résultat | Équipe 2                  | Aller :10-11-12 février 1989 | Retour : 24-25-26 février 1989 |
| ----------------------- | -------- | ------------------------- | ---------------------------- | ------------------------------ |
| CD Elá Nguema           | 1 - 4    | ASDR Fatima               | 1 - 0                        | 0 - 4                          |
| Mbabane Highlanders     | -        | Young Africans FC forfait | 2 - 0                        | -                              |
| Matlama FC              | 1 - 5    | Botswana Defence Force XI | 0 - 1                        | 1 - 4                          |
| Mighty Blackpool FC     | -        | SB Benfica forfait        | -                            | -                              |
| Saint-Louis Suns United | 1 - 0    | COSFAP Antananarivo       | 0 - 0                        | 1 - 0                          |
| Zumunta AC              | 1 - 3    | EF Ouagadougou            | 0 - 2                        | 1 - 1                          |

## Premier tour
| Équipe 1             | Résultat       | Équipe 2                  | Aller : 17-18-19 mars 1989 | Retour : 31 mars - 1-2 avril 1989 |
| -------------------- | -------------- | ------------------------- | -------------------------- | --------------------------------- |
| AFC Leopards         | E1 - 1         | AS Inter Star             | 0 - 0                      | 1 - 1                             |
| Desportivo Maputo    | 3 - 3E         | Zimbabwe Saints           | 2 - 2                      | 1 - 1                             |
| Djoliba AC           | 1 - 0          | Horoya AC                 | 1 - 0                      | 0 - 0                             |
| ES Sétif             | 1 - 1 3 - 5tab | Mighty Blackpool FC       | 1 - 0                      | 0 - 1                             |
| ES Tunis             | 2 - 1          | EF Ouagadougou            | 2 - 1                      | 0 - 0                             |
| Express FC           | 5 - 2          | Mbabane Highlanders       | 4 - 0                      | 1 - 2                             |
| Fire Brigade SC      | 2 - 0          | Saint-Louis Suns United   | 1 - 0                      | 1 - 0                             |
| Inter Club           | 4 - 3          | Petro Atlético            | 2 - 1                      | 2 - 2                             |
| Iwuanyanwu Nationale | 4 - 1          | Mighty Barrolle           | 4 - 1                      | 0 - 0                             |
| JAC Port-Gentil      | 1 - 1 5 - 3tab | Africa Sports             | 1 - 0                      | 0 - 1                             |
| MC Oran              | -              | Al-Ittihad forfait        | -                          | -                                 |
| Nkana Red Devils     | 5 - 2          | Botswana Defence Force XI | 4 - 1                      | 1 - 1                             |
| Raja CA              | 2 - 1          | ASC Jeanne d'Arc          | 2 - 0                      | 0 - 1                             |
| Tonnerre Yaoundé     | 5 - 0          | ASDR Fatima               | 2 - 0                      | 3 - 0                             |
| AS Vita Club         | 6 - 1          | Mukungwa FC               | 4 - 0                      | 2 - 1                             |
| Zamalek SC           | 2 - 2E         | Al-Mourada SC             | 2 - 1                      | 0 - 1                             |

## Deuxième tour (1/8 de finale)
| Équipe 1             | Résultat       | Équipe 2         | Aller | Retour |
| -------------------- | -------------- | ---------------- | ----- | ------ |
| AFC Leopards         | 1 - 3          | Al-Mourada SC    | 1 - 0 | 0 - 3  |
| Iwuanyanwu Nationale | 3 - 3 4 - 5tab | Inter Club       | 2 - 1 | 1 - 2  |
| ES Tunis             | 4 - 5          | MC Oran          | 3 - 2 | 1 - 3  |
| Mighty Blackpool FC  | 2 - 1          | Djoliba AC       | 2 - 1 | 0 - 0  |
| Nkana Red Devils     | 8 - 3          | Fire Brigade SC  | 5 - 1 | 3 - 2  |
| Raja CA              | E1 - 1         | JAC Port-Gentil  | 0 - 0 | 1 - 1  |
| AS Vita Club         | 2 - 4          | Tonnerre Yaoundé | 1 - 1 | 1 - 3  |
| Zimbabwe Saints      | 1 - 1 4 - 3tab | Express FC       | 0 - 1 | 1 - 0  |

## Quarts de finale
| Équipe 1            | Résultat | Équipe 2         | Aller | Retour |
| ------------------- | -------- | ---------------- | ----- | ------ |
| Al-Mourada SC       | 1 - 4    | MC Oran          | 1 - 0 | 0 - 4  |
| Raja CA             | 2 - 1    | Inter Club       | 2 - 0 | 0 - 1  |
| Mighty Blackpool FC | 1 - 4    | Tonnerre Yaoundé | 0 - 1 | 1 - 3  |
| Zimbabwe Saints     | 1 - 2    | Nkana Red Devils | 0 - 0 | 1 - 2  |

## Demi-finales
| Équipe 1         | Résultat | Équipe 2         | Aller | Retour |
| ---------------- | -------- | ---------------- | ----- | ------ |
| Nkana Red Devils | 3 - 5    | MC Oran          | 1 - 0 | 2 - 5  |
| Raja CA          | 4 - 2    | Tonnerre Yaoundé | 2 - 0 | 2 - 2  |

## Finale
| Aller                         | Raja CA         | 1 - 0 | MC Oran | Stade Mohammed-V, Casablanca                 |                                              |
| 3 décembre 1989 17:00 (UTC+0) | Diagne (en) 50e |       |         | Spectateurs : 50 000 Arbitrage : Badara Sène | Spectateurs : 50 000 Arbitrage : Badara Sène |

| Retour                         | MC Oran                           | 1 - 0             | Raja CA                                | Stade du 19-Juin, Oran                         |                                                |
| 15 décembre 1989 16:00 (UTC+1) | Sebbah 43e (pen.)                 |                   |                                        | Spectateurs : 45 000 Arbitrage : Mohamed Hafez | Spectateurs : 45 000 Arbitrage : Mohamed Hafez |
| 15 décembre 1989 16:00 (UTC+1) | Sebbah · Benhalima · Maroc · Bott | Tirs au but 2 - 4 | Diagne (en) · Khalif · Kadmiri · Madih | Spectateurs : 45 000 Arbitrage : Mohamed Hafez | Spectateurs : 45 000 Arbitrage : Mohamed Hafez |

## Vainqueur
| Coupe des clubs champions africains Vainqueur 1989 |
| -------------------------------------------------- |
| Raja Club Athletic Premier titre                   |